# 苗朝陽
苗朝陽（1544年—1629年），字遇之，又字应时，号慎斋，山西太原府河曲縣人，軍籍，明朝政治人物。

## 生平
萬曆四年（1576年）丙子科山西鄉試第十名，萬曆五年（1577年）丁丑科會試第一百五名，登三甲第二百零三名進士。知新蔡、杞县，以廉能称。万历十一年（1583年）八月，吏部考选得推官等官一十八员，俱堪任给事中，授礼科给事中。十三年十二月，升兵科右给事中，数有建言，转左，巡视京营。十五年十二月，升为礼科都给事中，累迁太仆寺少卿，调应天府府丞。万历二十一年（1593年）辞官告归，时年五十。崇祯元年（1629年）暮春竟左胯痛不能行，卧不能起，卒年八十有四。

## 家族
曾祖苗友；祖父苗世用；父苗鳳。母何氏。